# Nílton Bastos
Nílton Bastos (Rio de Janeiro, 12 de julho de 1899 — Rio de Janeiro, 8 de setembro de 1931) foi um compositor e pianista brasileiro. Foi um dos principais responsáveis pela estilização do samba (até então bastante confundido com o maxixe) nos anos 30.

## Biografia
Era filho de um comerciante português e de uma costureira. Cresceu no bairro de São Cristóvão. Não chegou a concluir o curso primário e nem estudou música, tendo aprendido a tocar piano de ouvido. Trabalhou como torneiro mecânico no Arsenal de Guerra.
Desde cedo, frequentava as rodas de samba e os ranchos carnavalescos, tais como o Ameno Resedá e o Flor de Abacate. Já na década de 1920, era presença costumeira os redutos de samba do bairro do Estácio, como o Bar-Café Apolo, na companhia de Bide, Brancura, Mano Rubem, Baiaco e Ismael Silva, com quem começou a compor.
Em 1929, teve sua primeira composição gravada, o samba O Destino Deus É quem Dá, por Mário Reis em disco Odeon, um dos dez maiores sucessos do ano. Por essa época, Francisco Alves manifestou a Ismael Silva o desejo de gravar suas músicas, com a condição de que seu nome constasse nos créditos como co-autor. Ismael então exigiu que o nome de Nílton Bastos, seu parceiro habitual, também fosse incluído. Desse fato, originou-se polêmicas a respeito da verdadeira autoria dos diversos sambas assinados pelos três, entre esses, o "divisor de águas" 
Se Você Jurar, grande sucesso do carnaval de 1931, lançado por Francisco Alves & Mário Reis pela Odeon.
Nílton morreu naquele mesmo ano, aos 32 anos, vitimado pela tuberculose. Na época, ele integrava o conjunto Bambas do Estácio', que acompanhava Francisco Alves em suas gravações. Em sua homenagem, Ismael Silva, junto de Francisco Alves e Noel Rosa, compôs o samba Adeus, gravado por Castro Barbosa & Jonjoca em disco Victor, em 1932.